# Estación de Navalperal
Navalperal es una estación ferroviaria situada en el municipio español de Navalperal de Pinares en la provincia de Ávila, comunidad autónoma de Castilla y León. Cuenta con servicios de Media Distancia. Cumple también funciones logísticas.

## Situación ferroviaria
La estación se encuentra en el punto kilométrico 88,5 de la línea férrea de ancho ibérico que une Madrid con Hendaya a 1278,87 metros de altitud, entre las estaciones de Herradón-La Cañada y Las Navas del Marqués. El tramo es de vía doble y está electrificado.

## Historia
La estación fue inaugurada el 1 de julio de 1863 con la puesta en marcha del tramo Ávila – El Escorial de la línea radial Madrid-Hendaya. Su explotación inicial quedó a cargo de la Compañía de los Caminos de Hierro del Norte de España quien mantuvo su titularidad hasta que en 1941 fue nacionalizada e integrada en la recién creada RENFE. Desde el 31 de diciembre de 2004 Renfe Operadora explota la línea mientras que Adif es la titular de las instalaciones ferroviarias.

## La estación
Navalperal cuenta con un amplio edificio para viajeros de dos pisos y planta rectangular. Dispone de dos andenes, uno lateral y otro central al que acceden tres vías (vías 1, 2 y 4). El cambio de vía se realiza a nivel. Una marquesina adosada al edificio principal cubre parcialmente el andén lateral. Las instalaciones se completan con otras tres vías dispuestas en paralelo a las ya mencionadas y numeradas como 6, 8 y 10. Esta última que termina en toperas es la más alejada al edificio principal.

## Servicios ferroviarios

### Media Distancia
En Navalperal Renfe presta servicios de Media Distancia gracias a sus trenes MD y regionales. La conexión con mayor frecuencia se realiza gracias a estos últimos entre Madrid y Ávila a razón de cuatro o cinco trenes diarios en ambos sentidos. 
| Línea MD | Trenes   | Origen/Destino          |  | Destino/Origen          |
| -------- | -------- | ----------------------- |  | ----------------------- |
| 16       | MD       | Madrid-Príncipe Pío     |  | Vitoria Irún            |
| 13       | MD       | Madrid-Príncipe Pío     |  | Salamanca La Alamedilla |
| 16       | MD       | Madrid-Príncipe Pío     |  | León                    |
| 51       | Regional | Madrid-Atocha Cercanías |  | Ávila                   |